# En vivo! (Iron Maiden)
En vivo! è l'ottavo album dal vivo del gruppo musicale britannico Iron Maiden, pubblicato il 26 marzo 2012 dalla EMI.

## Antefatti e pubblicazione

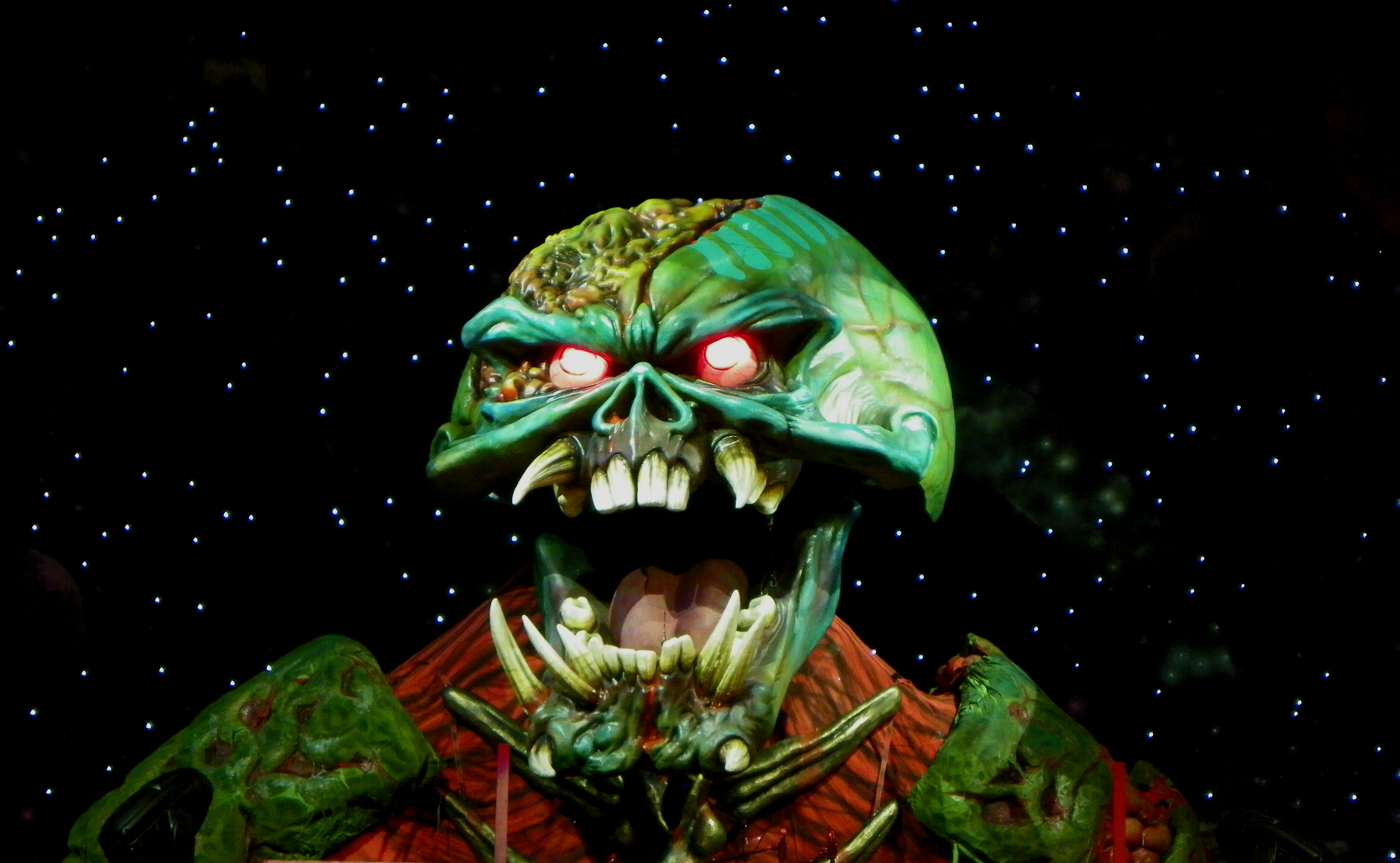
La gigantesca testa di Eddie utilizzata per il concerto

L'intenzione di pubblicare un documentario dal vivo che raccogliesse l'esperienza del The Final Frontier World Tour fu inizialmente annunciato all'interno della raccolta From Fear to Eternity: The Best of 1990-2010, nella quale il manager del gruppo, Rod Smallwood, affermò che i concerti di Santiago del Cile (Cile) e di Buenos Aires (Argentina) erano stati filmati per una possibile pubblicazione in DVD. Il 7 aprile, la Banger Films (la medesima società di produzione che si occupò del documentario del 2009 Flight 666) annunciò che avrebbero filmato entrambi i concerti con l'impiego di 22 telecamere in HD e di una octocam (una fotocamera volante utilizzata per effettuare riprese aeree). Inoltre, il gruppo trasportò una versione gigantesca della versione aliena della loro mascotte Eddie the Head in Sud America apposta per le riprese.
Il titolo, la copertina e la data di pubblicazione vennero rivelate il 17 gennaio 2012, con anche l'aggiunta del fatto che sarebbe stato pubblicato anche nei formati Blu-ray, CD e LP (oltre a due differenti formati del DVD, standard e "steel book"). In aggiunta, il gruppo confermò che il gruppo scelse il concerto di Santiago del Cile come base principale per la pubblicazione. Le versioni DVD e Blu ray contengono inoltre un documentario di 88 minuti intitolato Behind the Beast, il quale racchiude interviste con i membri del gruppo e con lo staff, documentando l'intera tappa del The Final Frontier World Tour. In aggiunta al documentario, sono presenti anche il videoclip di The Final Frontier con il relativo making of e l'intera introduzione utilizzata per il The Final Frontier World Tour.
Il 6 dicembre 2012 il brano Blood Brothers tratto da questa pubblicazione ricevette una nomination al Grammy Award per la miglior performance hard rock/metal, perdendo contro Love Bites (So Do I) degli Halestorm.

## Accoglienza
En vivo! incontrò perlopiù recensioni positive, ricevendo 8 stelle su 10 da Metal Hammer, la quale commentò che il sound dell'album "è molto incisivo, mentre le immagini sono state chiaramente filmate da un esercito di cameraman." La rivista Kerrang! diede al disco 4 stelle su 5, considerandolo "una scaletta classica dei Maiden" e descrivendo il gruppo come "uno dei più grandi gruppi mentre si esibisce dal vivo." About.com classificò En vivo! con 4,5 su 5, descrivendolo come un disco "ripreso senza problemi, [...] abilmente modificato" e che "l'audio è incontaminato."
Classic Rock invece è stata molto disomogenea sul disco, assegnandogli 6 stelle su 10, spiegando che "gli oltre 50.000 fan erano molto forti ed entusiasti, come previsto. E l'esecuzione del gruppo era molto brillante [...] ma il primo album dal vivo dei Maiden, l'epico Live After Death, non verrà mai superato."
Anche il documentario Behind the Beast è stato lodato, con Metal Hammer che sottolineò come il documentario fosse "divertente, educativo e accattivante di volta in volta. Esso aggiunge un angolo affascinante del concerto e mette in evidenza alcuni degli eroi non celebrati nel mondo del rock", mentre About.com lo ritiene "uno sguardo affascinante nel modo in cui un tour di questa portata viene eseguito." Kerrang! invece fu più critico nei suoi confronti, spiegando che "la suggestione [...] dipende da quanto sei attratto dai Maiden, e di quanto trovi interessante un filmato che mostra dei tizi collegare dei cavi alle prese."

## Tracce

### CD
CD 1
1. Satellite 15 – 4:36 (Adrian Smith, Steve Harris)
2. The Final Frontier – 4:10 (Adrian Smith, Steve Harris)
3. El Dorado – 5:52 (Adrian Smith, Steve Harris, Bruce Dickinson)
4. 2 Minutes to Midnight – 5:50 (Adrian Smith, Bruce Dickinson)
5. The Talisman – 8:45 (Janick Gers, Steve Harris)
6. Coming Home – 5:57 (Adrian Smith, Steve Harris, Bruce Dickinson)
7. Dance of Death – 9:03 (Janick Gers, Steve Harris)
8. The Trooper – 3:59 (Steve Harris)
9. The Wicker Man – 5:06 (Adrian Smith, Steve Harris, Bruce Dickinson)

CD 2
1. Blood Brothers – 7:04 (Steve Harris)
2. When the Wild Wind Blows – 10:37 (Steve Harris)
3. The Evil That Men Do – 4:17 (Adrian Smith, Bruce Dickinson, Steve Harris)
4. Fear of the Dark – 7:30 (Steve Harris)
5. Iron Maiden – 5:08 (Steve Harris)
6. The Number of the Beast – 4:57 (Steve Harris)
7. Hallowed Be Thy Name – 7:28 (Steve Harris)
8. Running Free – 7:57 (Steve Harris, Paul Di'Anno)

### DVD
DVD 1
1. Satellite 15 (Adrian Smith, Steve Harris)
2. The Final Frontier (Adrian Smith, Steve Harris)
3. El Dorado (Adrian Smith, Steve Harris, Bruce Dickinson)
4. 2 Minutes to Midnight (Adrian Smith, Bruce Dickinson)
5. The Talisman (Janick Gers, Steve Harris)
6. Coming Home (Adrian Smith, Steve Harris, Bruce Dickinson)
7. Dance of Death (Janick Gers, Steve Harris)
8. The Trooper (Steve Harris)
9. The Wicker Man (Adrian Smith, Steve Harris, Bruce Dickinson)
10. Blood Brothers (Steve Harris)
11. When the Wild Wind Blows (Steve Harris)
12. The Evil That Men Do (Adrian Smith, Bruce Dickinson, Steve Harris)
13. Fear of the Dark (Steve Harris)
14. Iron Maiden (Steve Harris)
15. The Number of the Beast (Steve Harris)
16. Hallowed Be Thy Name (Steve Harris)
17. Running Free (Steve Harris, Paul Di'Anno)

DVD 2
1. Documentary – 88:00
2. Satellite 15... The Final Frontier Promo Video (Dir. Cut) – 5:02
3. The Making of Satellite 15... The Final Frontier Promo Video – 6:07
4. The Final Frontier World Tour Show Intro

## Formazione
Gruppo
- Bruce Dickinson – voce
- Dave Murray – chitarra
- Janick Gers – chitarra, chitarra acustica in The Talisman e in Dance of Death
- Adrian Smith – chitarra, cori
- Steve Harris – basso, cori
- Nicko McBrain – batteria

Altri musicisti
- Michael Kenney – tastiera

## Classifiche

### Album
| Classifica (2012)       | Posizione massima |
| ----------------------- | ----------------- |
| Australia               | 97                |
| Austria                 | 17                |
| Belgio (Fiandre)        | 31                |
| Belgio (Vallonia)       | 39                |
| Canada                  | 39                |
| Finlandia               | 8                 |
| Francia                 | 24                |
| Germania                | 4                 |
| Giappone                | 111               |
| Grecia                  | 5                 |
| Irlanda                 | 64                |
| Italia                  | 17                |
| Norvegia                | 16                |
| Paesi Bassi             | 42                |
| Polonia                 | 25                |
| Regno Unito             | 19                |
| Spagna                  | 18                |
| Stati Uniti             | 80                |
| Stati Uniti (hard rock) | 8                 |
| Stati Uniti (rock)      | 23                |
| Svezia                  | 11                |
| Svizzera                | 19                |
| Ungheria                | 13                |

### Video
| Classifica (2012)         | Posizione massima |
| ------------------------- | ----------------- |
| Australia                 | 1                 |
| Austria                   | 1                 |
| Belgio (Fiandre)          | 4                 |
| Belgio (Vallonia)         | 3                 |
| Danimarca                 | 1                 |
| Finlandia                 | 1                 |
| Francia                   | 2                 |
| Germania                  | 1                 |
| Giappone                  | 61                |
| Italia                    | 2                 |
| Norvegia                  | 1                 |
| Paesi Bassi               | 2                 |
| Portogallo                | 3                 |
| Regno Unito (blu-ray)     | 11                |
| Regno Unito (music video) | 1                 |
| Spagna                    | 1                 |
| Svezia                    | 1                 |
| Svizzera                  | 2                 |